# Castle Bytham
Castle Bytham is een civil parish in het bestuurlijke gebied South Kesteven, in het Engelse graafschap Lincolnshire met 768 inwoners.